# 2006年10月體育

## 10月8日（星期日）
- 奪得一級方程式賽車日本大獎賽鈴鹿站冠軍。路透社

## 10月1日（星期日）
- 迈克尔·舒马赫奪一級方程式賽車中國大獎賽上海站冠軍。明報
- 英國準備在2012年倫敦奧運派出全英男女足球代表隊。路透社
- 香港馬匹精英大師在日本舉行的短途馬錦標賽衛冕失敗，只得第四。星島日報
- 達尼利都（Eleni Daniilidou）在韓國網球公開賽決賽擊敗日本球員杉山愛奪冠。路透社